# Korowkin-Approximation
Bei der Korowkin-Approximation handelt es sich um mathematische Konvergenzaussagen, in denen die Approximation von Funktionen durch gewisse Folgen von Funktionen untersucht wird. 
So werden in einer Anwendung (s. u.) stetige Funktionen durch Polynome approximiert. 
Die Besonderheit in der Korowkin-Approximation besteht darin, dass man zu Konvergenzaussagen für ganze 
Approximationsverfahren kommt, indem man die Konvergenz des Verfahrens nur an endlich vielen Funktionen prüft.
Der Ausgangspunkt ist ein Satz von Pawel Petrowitsch Korowkin aus dem Jahre 1953.

## Satz von Korowkin
Im folgenden Satz sei {\displaystyle C[a,b]} der Raum der stetigen reellwertigen Funktionen auf dem Intervall 
{\displaystyle [a,b]}. 
Ferner stehe {\displaystyle x^{k}} für die Einschränkung der Funktion {\displaystyle x\mapsto x^{k}} auf {\displaystyle [a,b]}. 
Für {\displaystyle k=0} ist das die konstante Funktion mit dem Wert 1, für {\displaystyle k=1} erhält man die identische 
Funktion {\displaystyle id_{[a,b]}}, für {\displaystyle k=2} hat man die Einschränkung der Quadratfunktion auf 
{\displaystyle [a,b]}. 
Der Satz von Korowkin lautet wie folgt:
Ist {\displaystyle (P_{n})_{n\in {\mathbb {N} }}} eine Folge von positiven linearen 
Operatoren {\displaystyle C[a,b]\rightarrow C[a,b]} und ist {\displaystyle P_{n}(x^{k})\,{\stackrel {n}{\rightarrow }}\,x^{k}}
gleichmäßig auf {\displaystyle [a,b]} für {\displaystyle k=0,1,2}, so ist {\displaystyle P_{n}(f)\,{\stackrel {n}{\rightarrow }}\,f} 
gleichmäßig auf {\displaystyle [a,b]} für alle {\displaystyle f\in C[a,b]}.
Fasst man die Folge {\displaystyle (P_{n})_{n}} als ein Approximationsverfahren auf, so muss man die Konvergenz des Verfahrens 
im Sinne obigen Satzes nur für die drei Funktionen {\displaystyle x^{k},\,k=0,1,2}, nachweisen. Es folgt dann die Konvergenz des Verfahrens für alle Funktionen.

## Anwendung
Zur Verdeutlichung soll hier die wohl bekannteste Anwendung wiedergegeben werden, eine Herleitung des 
weierstraßschen Approximationssatzes:
Für {\displaystyle f\in C[0,1]} sei {\displaystyle B_{n}(f)} das {\displaystyle n}-te Bernsteinpolynom von {\displaystyle f}, d. h.
{\displaystyle B_{n}(f)(t)=\sum _{i=0}^{n}{n \choose i}f\left({\frac {i}{n}}\right)\,t^{i}(1-t)^{n-i},\,\,t\in [0,1]}.
Dann ist {\displaystyle (B_{n})_{n}} eine Folge positiver linearer Operatoren.
Die Konvergenz {\displaystyle B_{n}(x^{k})\,{\stackrel {n}{\rightarrow }}\,x^{k}} für {\displaystyle k=0,1,2} kann durch sehr elementare 
Umformungen an den auftretenden Summen gezeigt werden.
Der Satz von Korowkin liefert dann, dass {\displaystyle B_{n}(f)\,{\stackrel {n}{\rightarrow }}\,f} für alle stetigen Funktionen {\displaystyle f} gleichmäßig auf {\displaystyle [0,1]}.
Das bedeutet also, dass jede stetige Funktion auf [0,1] gleichmäßig durch Polynome approximiert werden kann, d. h., man 
erhält so eine komfortable Herleitung des weierstraßschen Approximationssatzes. 
Diese Argumentation lässt sich leicht auf das allgemeinere Intervall {\displaystyle [a,b]} ausdehnen.

## Korowkin-Approximation
Die Erweiterungen des Satzes von Korowkin auf allgemeinere Situationen bilden die sogenannte Korowkin-Approximationstheorie,
die sich auf funktionalanalytische Methoden stützt.
Man geht darin der folgenden Frage nach:
In welchen Situationen kann man auf Konvergenzaussagen der Form {\displaystyle P_{n}(f)\,{\stackrel {n}{\rightarrow }}\,f} schließen, indem man die 
Konvergenz für nur endlich viele der Funktionen {\displaystyle f} nachweisen muss?
Dabei kann man den Raum {\displaystyle C[a,b]} einmal als Prototyp einer Banachalgebra ansehen und in diesem Kontext 
zu allgemeineren Konvergenzaussagen kommen, oder man versucht {\displaystyle C[a,b]} durch allgemeinere geordnete Vektorräume zu ersetzen.
So gilt z. B. folgender Satz in Lp-Räumen, {\displaystyle 1\leq p<\infty }:
Ist {\displaystyle (P_{n})_{n}} eine Folge positiver linearer Operatoren {\displaystyle L^{p}[1,\infty )\rightarrow L^{p}[1,\infty )} und gilt {\displaystyle \|P_{n}(f)-f\|_{p}\,{\stackrel {n}{\rightarrow }}\,0} für alle {\displaystyle f\in \{x^{-\lambda _{1}},x^{-\lambda _{2}},x^{-\lambda _{3}}\}}, wobei {\displaystyle \textstyle {\frac {1}{p}}<\lambda _{1}<\lambda _{2}<\lambda _{3}},
so folgt bereits {\displaystyle \|P_{n}(f)-f\|_{p}\,{\stackrel {n}{\rightarrow }}\,0} für alle {\displaystyle f\in L^{p}[1,\infty )}.
In den bisher betrachteten Beispielen hatte man Konvergenzaussagen der Art {\displaystyle P_{n}(f)\rightarrow f} für alle {\displaystyle f} aus einem geeigneten Raum {\displaystyle X}, d. h. {\displaystyle P_{n}\rightarrow \mathrm {id} _{X}} punktweise auf {\displaystyle X}. 
Weitere Verallgemeinerungen erhält man, wenn man den id-Operator durch andere Operatoren ersetzt, also Konvergenzaussagen der Art {\displaystyle P_{n}\rightarrow S} punktweise untersucht.
Schließlich kann man von den Operatoren {\displaystyle X\rightarrow X} auf Operatoren von {\displaystyle X} in andere Räume verallgemeinern, z. B. auf Funktionale {\displaystyle X\rightarrow {\mathbb {R} }}.
Einen guten Überblick liefert das unten angegebene Buch von Altomare und Campiti.